# Едвін Уон
Едві́н Уо́н (фр. Edwin Ouon, нар. 26 січня 1981, Обервільє) — руандійський футболіст французького походження, захисник кіпрського клубу АЕЛ.

## Клубна кар'єра
У дорослому футболі дебютував 2000 року виступами за команду клубу «Ред Стар», в якій провів один сезон.
Протягом 2001–2002 років захищав кольори команди клубу «Кальярі».
Своєю грою за останню команду привернув увагу представників тренерського штабу клубу «Антверпен», до складу якого приєднався 2002 року. Відіграв за команду з Антверпена наступні три сезони своєї ігрової кар'єри. Більшість часу, проведеного у складі «Антверпена», був основним гравцем захисту команди.
Згодом з 2005 по 2008 рік грав у складі команд клубів «Остенде», «Жерміналь-Беєрсхот», «Масаррон» та «Аріс».
До складу клубу АЕЛ приєднався 2008 року. Наразі встиг відіграти за лімасольську команду 84 матчі в національному чемпіонаті.

## Виступи за збірну
У 2009 році дебютував в офіційних матчах у складі національної збірної Руанди. Наразі провів у формі головної команди країни 2 матчі.

## Досягнення
- Чемпіон Кіпру (1):

АЕЛ: 2011-12
- Володар Суперкубка Кіпру (1):

Ерміс: 2014